# San Gavino d'Ampugnani
San Gavino d'Ampugnani (in francese San-Gavino-d'Ampugnani, in corso San Gavinu d'Ampugnani) è un comune francese di 90 abitanti situato nel dipartimento dell'Alta Corsica nella regione della Corsica.

## Società

### Evoluzione demografica
Abitanti censiti